# 태안 목애당
태안 목애당(泰安 牧愛堂)은 대한민국 충청남도 태안군에 있는 조선시대의 지방 관아건물이다. 1992년 8월 17일 충청남도의 유형문화재 제138호로 지정되었다.

## 참고 자료
- 태안목애당 - 국가유산청 국가유산포털